# 트루비오
트루비오(Truveo)는 트루비오 사(Truveo, Inc.)가 운영하는 웹 비디오 검색 엔진이다. 트루비오 사는 본사를 미국 캘리포니아주에 두고 있는 닷컴기업이다. 트루비오는 2004년 티모시 터틀과 아담 비겔린이 창립하였다. 트루비오는 그들의 첫 상업용 비디오 검색 서비스를2005년 9월에 시작했다. 트루비오는 2006년 1월 AOL에 합병되었다. 이름 트루비오(Truveo)는 프랑스어 동사 trouver ("찾다"라는 뜻)과 비디오(video) (라틴어로 "본다"라는 뜻)를 합성한 말이다.
트루비오는 그들의 비디오 검색 사이트인 truveo.com에서 비디오 검색 서비스를 제공한다. 뿐만 아니라, 트루비오는 수 백 여 종의 웹사이트들 - AOL 비디오, AOL 검색, 마이크로소프트 웹사이트, 스포츠 일러스트레이티드, 브라이트코브, CBS 라디오 웹사이트, Qwest, CNET Search.com, CSTV, Excite, 플락, Infospace, Kosmix, Netvibes, Pageflakes, Widgetbox 등등에 검색 서비스 기능을 제공한다.
웹 전반에 걸친 비디오 검색 엔진으로서, 트루비오는 구글 비디오, 야후! 비디오, 블링스 등과 경쟁 중이다. 트루비오는 트루비오의 특색은 웹 크라울링 기술에 있다고 주장하고 있다. 기존의 비디오 웹 크라울러보다 더 나은 메타데이터를 찾아낼 뿐만 아니라 더 많은 비디오를 검색해낼 수 있다고 주장한다.

## 각 지역 주소
| 국가/지역      | URL                                                              | 언어                |
| -------------- | ---------------------------------------------------------------- | ------------------- |
| 전 세계        | http://www.truveo.com/ 보관됨 2008-05-01 - 웨이백 머신           | 영어                |
| 오스트레일리아 | https://web.archive.org/web/20080319120537/http://au.truveo.com/ | 오스트레일리아 영어 |
| 브라질         | https://web.archive.org/web/20080515123749/http://br.truveo.com/ | 브라질 포르투갈어   |
| 중국           | https://web.archive.org/web/20110920222101/http://cn.truveo.com/ | 중국어 간체         |
| 독일           | https://web.archive.org/web/20080515122322/http://de.truveo.com/ | 독일어              |
| 스페인         | https://web.archive.org/web/20080514012713/http://es.truveo.com/ | 스페인어            |
| 프랑스         | https://web.archive.org/web/20080512085933/http://fr.truveo.com/ | 프랑스어            |
| 인도           | https://web.archive.org/web/20080512085546/http://in.truveo.com/ | 인도 영어           |
| 이탈리아       | https://web.archive.org/web/20080512092626/http://it.truveo.com/ | 이탈리아어          |
| 일본           | https://web.archive.org/web/20080515083648/http://jp.truveo.com/ | 일본어              |
| 대한민국       | https://web.archive.org/web/20110819143730/http://kr.truveo.com/ | 한국어              |
| 멕시코         | https://web.archive.org/web/20080515100324/http://mx.truveo.com/ | 멕시코 스페인어     |
| 네덜란드       | https://web.archive.org/web/20080512090404/http://nl.truveo.com/ | 네덜란드어          |
| 러시아         | https://web.archive.org/web/20080515102415/http://ru.truveo.com/ | 러시아어            |
| 튀르키예       | https://web.archive.org/web/20080515074110/http://tr.truveo.com/ | 튀르키예어          |
| 중화민국       | https://web.archive.org/web/20110921014832/http://tw.truveo.com/ | 중국어 번체         |
| 영국           | https://web.archive.org/web/20080514003819/http://uk.truveo.com/ | 영국 영어           |
| 미국           | http://www.truveo.com/                                           | 미국 영어           |